# Night Visions
Night Visions — дебютний студійний альбом американського поп-рок-гурту Imagine Dragons, представлений 4 вересня 2012 року. 12 лютого 2013 року була представлена розширена версія платівки із трьома новими композиціями, а 26 березня — британське видання. Ден Рейнольдс, фронтмен гурту, зазначив, що робота над альбомом тривала три роки; шість пісень були раніше представлені у міні-альбомах.
Платівка отримала змішані відгуки від музичних критиків. Незважаючи на це, вона дебютувала на 2 позиції американського чарту Billboard 200 із більш ніж 83 000 проданих копій протягом першого тижня. Окрім США, альбом увійшов у топ-10 у чартах таких країн як Австралія, Австрія, Велика Британія, Канада, Ірландія, Мексика, Нідерланди, Німеччина, Нова Зеландія, Норвегія, Португалія, Швеція та Швейцарія. У Великій Британії, США та у ще декількох країнах альбом отримав «платинову» сертифікацію.

## Список композицій
| #     | Назва                 | Тривалість |
| ----- | --------------------- | ---------- |
| 1.    | «Radioactive»         | 3:06       |
| 2.    | «Tiptoe»              | 3:14       |
| 3.    | «It's Time»           | 4:00       |
| 4.    | «Demons»              | 2:57       |
| 5.    | «On Top of the World» | 3:12       |
| 6.    | «Amsterdam»           | 4:01       |
| 7.    | «Hear Me»             | 3:55       |
| 8.    | «Every Night»         | 3:37       |
| 9.    | «Bleeding Out»        | 3:43       |
| 10.   | «Underdog»            | 3:30       |
| 11.   | «Nothing Left to Say» | 9:01       |
| 44:16 |                       |            |

## Учасники запису
Imagine Dragons
- Ден Рейнольдс — вокал;
- Вейн Сермон — гітара, мандоліна, бек-вокал;
- Бен МакКі — бас-гітара, клавішні, бек-вокал;
- Ден Платцман — ударні, скрипка, бек-вокал.

Додаткові музиканти
- Ендрю Толмен — ударні (треки 16 — 18 iTunes делюкс видання);
- Брітані Толмен — додаткова гітара (треки 1 і 4), додатковий бас (треки 16 — 18);
- Джей Брауз — додаткова гітара (треки 1 і 4), додатковий бас (трек 4);
- Джонатан Віз — додаткова гітара (трек 9);
- Бенджамін Моен — додаткове піаніно, додаткий бас.

## Чарти
| Чарт (2012–15)                                       | Найвища позиція |
| ---------------------------------------------------- | --------------- |
| Австралія Australian Albums (ARIA)                   | 4               |
| Австрія Austrian Albums (Ö3 Austria)                 | 8               |
| Бельгія Belgian Albums (Ultratop Flanders)           | 31              |
| Бельгія Belgian Albums (Ultratop Wallonia)           | 25              |
| Канада Canadian Albums (Billboard)                   | 3               |
| Данія Danish Albums (Hitlisten)                      | 22              |
| Нідерланди Dutch Albums (MegaCharts)                 | 3               |
| Фінляндія Finnish Albums (Suomen virallinen lista)   | 24              |
| Франція French Albums (SNEP)                         | 15              |
| Німеччина German Albums (Media Control)              | 6               |
| Ірландія Irish Albums (IRMA)                         | 3               |
| Italian Albums (FIMI)                                | 18              |
| Mexican Albums (AMPROFON)                            | 3               |
| Нова Зеландія New Zealand Albums (Recorded Music NZ) | 5               |
| Норвегія Norwegian Albums (VG-lista)                 | 3               |
| Польща Polish Albums (ZPAV)                          | 44              |
| Португалія Portuguese Albums (AFP)                   | 5               |
| Шотландія Scottish Albums (OCC)                      | 1               |
| South African Albums (RISA)                          | 17              |
| Іспанія Spanish Albums (PROMUSICAE)                  | 19              |
| Швеція Swedish Albums (Sverigetopplistan)            | 7               |
| Швейцарія Swiss Albums (Schweizer Hitparade)         | 9               |
| Велика Британія UK Albums (OCC)                      | 2               |
| США Billboard 200                                    | 2               |
| США Top Alternative Albums (Billboard)               | 1               |
| США Top Catalog Albums (Billboard)                   | 1               |
| США Top Rock Albums (Billboard)                      | 1               |

| Чарт (2012)                           | Позиція |
| ------------------------------------- | ------- |
| US Billboard 200                      | 133     |
| US Top Alternative Albums (Billboard) | 21      |
| US Top Rock Albums (Billboard)        | 36      |

| Чарт (2013)                           | Позиція |
| ------------------------------------- | ------- |
| Australian Albums (ARIA)              | 21      |
| Austrian Albums (Ö3 Austria)          | 36      |
| Belgian Albums (Ultratop Flanders)    | 121     |
| Belgian Albums (Ultratop Wallonia)    | 178     |
| Canadian Albums (Billboard)           | 5       |
| French Albums (SNEP)                  | 160     |
| German Albums (Offizielle Top 100)    | 44      |
| Mexican Albums (AMPROFON)             | 74      |
| Spain (PROMUSICAE)                    | 49      |
| Swedish Albums (Sverigetopplistan)    | 56      |
| Swiss Albums (Schweizer Hitparade)    | 48      |
| UK Albums (OCC)                       | 32      |
| US Billboard 200                      | 6       |
| US Top Alternative Albums (Billboard) | 2       |
| US Top Rock Albums (Billboard)        | 2       |

| Чарт (2014)                           | Позиція |
| ------------------------------------- | ------- |
| Australian Albums (ARIA)              | 32      |
| Austrian Albums (Ö3 Austria)          | 50      |
| Belgian Albums (Ultratop Flanders)    | 159     |
| Belgian Albums (Ultratop Wallonia)    | 130     |
| Canadian Albums (Billboard)           | 13      |
| Dutch Albums (Album Top 100)          | 48      |
| French Albums (SNEP)                  | 40      |
| Italian Albums (FIMI)                 | 57      |
| Mexican Albums (AMPROFON)             | 23      |
| New Zealand (Recorded Music NZ)       | 27      |
| Swedish Albums (Sverigetopplistan)    | 14      |
| Swiss Albums (Schweizer Hitparade)    | 42      |
| UK Albums (OCC)                       | 38      |
| US Billboard 200                      | 12      |
| US Top Alternative Albums (Billboard) | 2       |
| US Top Rock Albums (Billboard)        | 2       |

| Чарт (2015)                        | Позиція |
| ---------------------------------- | ------- |
| Mexican Albums (AMPROFON)          | 78      |
| Swedish Albums (Sverigetopplistan) | 50      |
| UK Albums (OCC)                    | 87      |
| US Billboard 200                   | 47      |
| US Top Catalog Albums (Billboard)  | 3       |

| Чарт (2016)               | Позиція |
| ------------------------- | ------- |
| Danish Albums (Hitlisten) | 99      |
| US Billboard 200          | 109     |

| Чарт (2017)                    | Позиція |
| ------------------------------ | ------- |
| US Billboard 200               | 113     |
| US Top Rock Albums (Billboard) | 13      |

| Чарт (2018)                    | Позиція |
| ------------------------------ | ------- |
| US Billboard 200               | 71      |
| US Top Rock Albums (Billboard) | 4       |

| Чарт (2019)                        | Позиція |
| ---------------------------------- | ------- |
| Belgian Albums (Ultratop Flanders) | 184     |
| US Billboard 200                   | 103     |
| US Top Rock Albums (Billboard)     | 17      |

| Чарт (2020)                        | Позиція |
| ---------------------------------- | ------- |
| Belgian Albums (Ultratop Flanders) | 144     |
| US Billboard 200                   | 185     |
| US Top Rock Albums (Billboard)     | 21      |

| Чарт (2021)                        | Позиція |
| ---------------------------------- | ------- |
| Belgian Albums (Ultratop Flanders) | 85      |
| Belgian Albums (Ultratop Wallonia) | 183     |

| Чарт (2010—2019)               | Позиція |
| ------------------------------ | ------- |
| US Billboard 200               | 7       |
| US Top Rock Albums (Billboard) | 3       |

## Сертифікації
| Регіон | Сертифікація  | Продажі    |
| --- | ------------- | ---------- |
| Австралія (ARIA) | Платиновий    | 70 000^    |
| Австрія (IFPI Austria) | 2× Платиновий | 30 000*    |
| Бразилія (ABPD) | Золотий       | 20 000*    |
| Канада (Music Canada) | 7× Платиновий | 560 000    |
| Данія (IFPI Denmark) | 2× Платиновий | 40 000     |
| Франція (SNEP) | Платиновий    | 100 000*   |
| Німеччина (BVMI) | 3× Золотий    | 300 000    |
| Італія (FIMI) | 2× Платиновий | 100 000    |
| Мексика (AMPROFON) | 2× Платиновий | 120 000^   |
| Нідерланди (NVPI) | Платиновий    | 50 000^    |
| Нова Зеландія (RIANZ) | Платиновий    | 15 000^    |
| Польща (ZPAV) | Платиновий    | 20 000*    |
| Португалія (AFP) | Платиновий    | 15 000^    |
| Сінгапур (RIAS) | Платиновий    | 10 000*    |
| Іспанія (PROMUSICAE) | Золотий       | 20 000^    |
| Швеція (IFPI Sweden) | 2× Платиновий | 80 000     |
| Швейцарія (IFPI Switzerland) | Платиновий    | 20 000^    |
| Велика Британія (BPI) | 2× Платиновий | 600 000    |
| США (RIAA) | 7× Платиновий | 7,000,000^ |
| *продажі, що базуються лише на сертифікаціях · ^відвантаження, що базуються лише на сертифікаціях · продажі+прослуховування, що базуються лише на сертифікаціях |               |            |